# 浅草橋

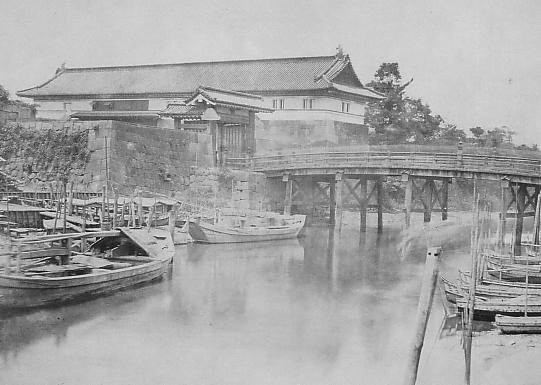
浅草橋（明治時代）

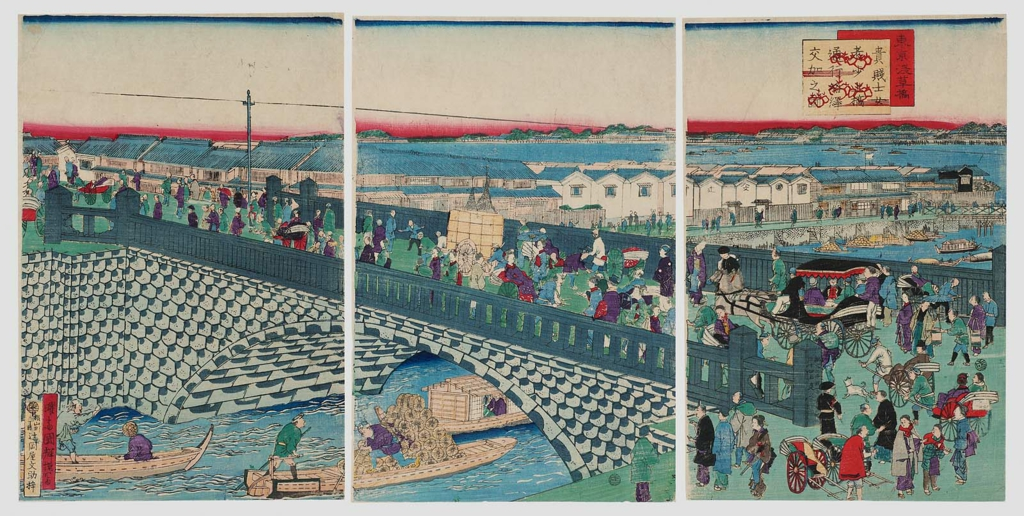
浅草橋。1874年（明治7年）

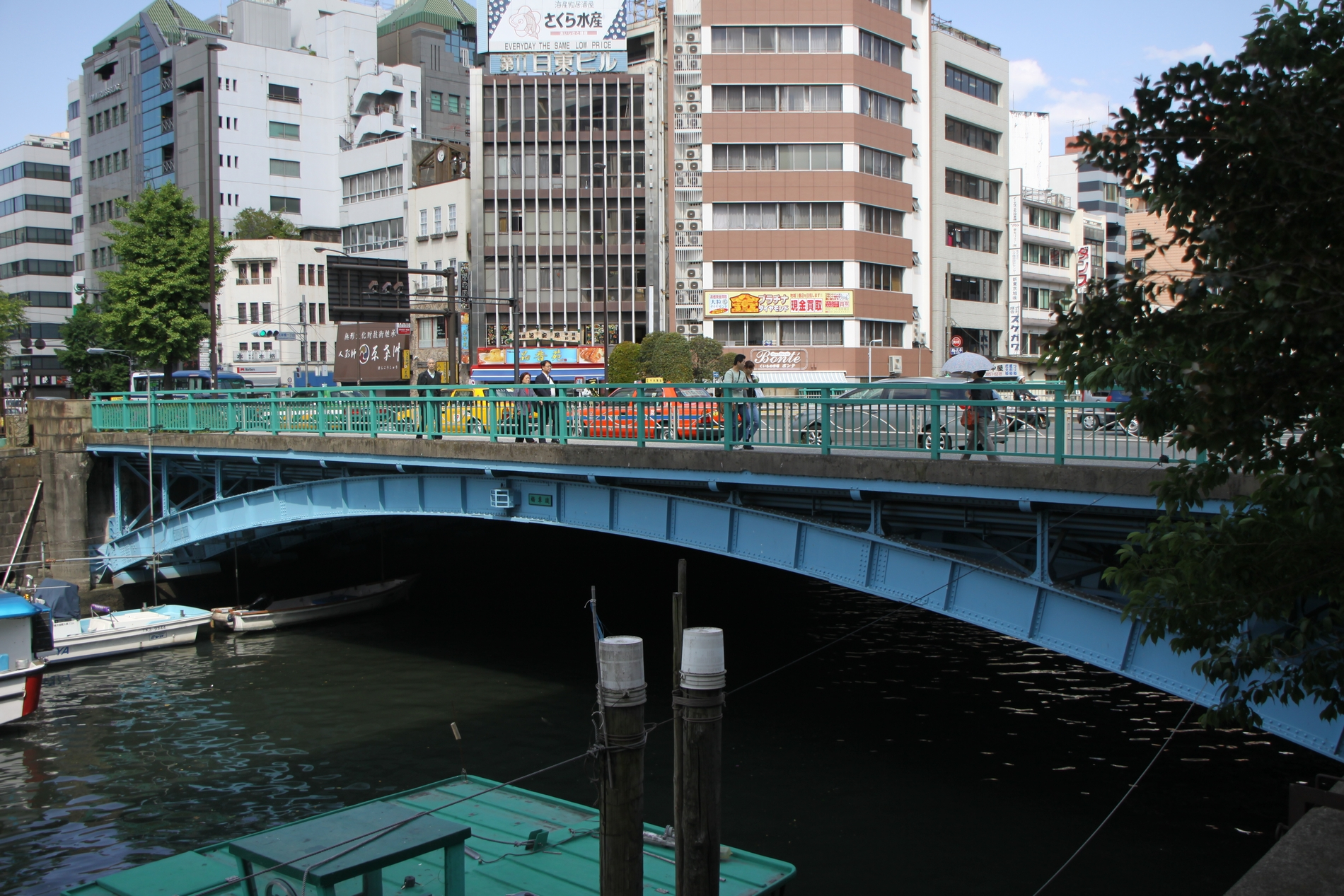
浅草橋（西側、2010年）

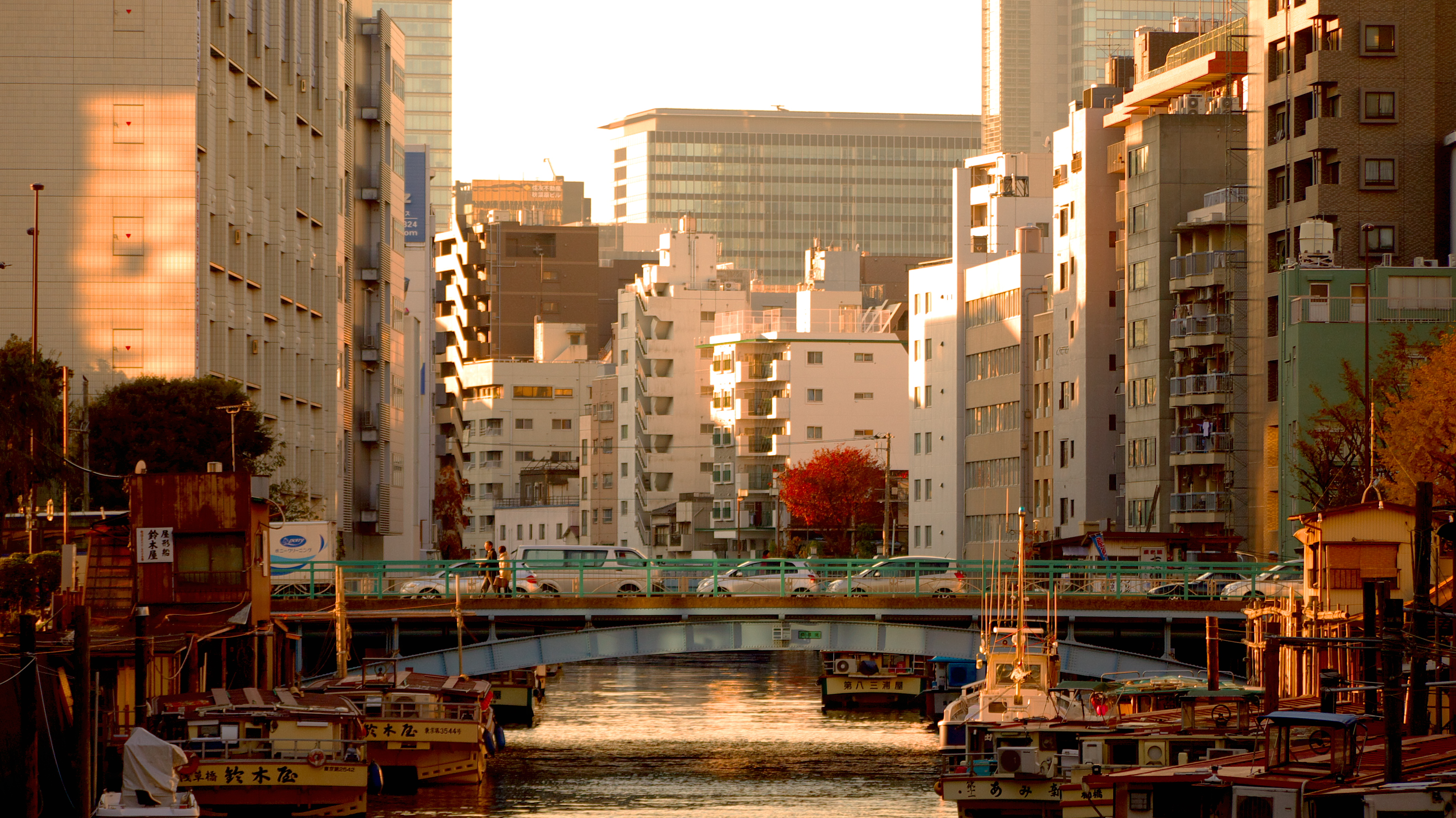
浅草橋（東側、2011年）

浅草橋（あさくさばし）は、神田川にかかる橋で、江戸時代には馬喰町四丁目と浅草茅町一丁目（現・台東区）との間に架かる橋で、橋の南詰に江戸城の城門浅草橋門が設置されていたもので、現在では南岸の中央区東日本橋2丁目及び日本橋馬喰町2丁目と北岸の台東区柳橋1丁目及び浅草橋1丁目の間に架かり国道6号（江戸通り）を通す国（東京国道事務所）管理の橋である。浅草橋は橋北詰の台東区の町名、地区名（浅草橋地区）でもある（浅草橋 (台東区)を参照）

## 歴史
江戸時代には馬喰町四丁目と浅草茅町一丁目（現・台東区）との間に架かる木造の橋で、橋の南詰に江戸城の城門浅草橋門が設置されていた。神田川は江戸城の外堀の役割も担っていたため、門の内側には番所が置かれ通行人の監視も行われていた。五街道の日光・奥州街道が通り、非常に往来の多い橋であった。浅草橋の南詰は江戸の六大高札場のひとつでもあった。
明暦の大火（明暦3年、1657年）の際、牢獄での非常時の罪人解き放ちを「集団脱獄」と勘違いした役人が門を閉めたため、神田・日本橋側から浅草の方へ避難しようとしていた一般民衆が逃げ場を失い、多くの犠牲者を出すという惨事もあった。
1873年（明治6年）、木造橋を石橋に架け替え。技術の高さで知られた肥後の石工である、橋本勘五郎の施工。
1930年（昭和5年）、関東大震災後の復興計画により当時の最新技術を駆使して現在の浅草橋が建設された。
現在、浅草橋を通る道路は国道6号に指定されており、交通の要衝を担っている。神田川と隅田川の合流地点に近く水上交通の要衝でもあるため、橋の周辺にはおびただしい数の屋形船が係留されている。

## 隣の橋
- 神田川

（上流） - 美倉橋 - 左衛門橋 - 浅草橋 - 柳橋 - （下流）

## 出身・ゆかりのある人物
- 澤井龍蔵（皮革商）[1]